# اسرائیل و حمایت دولتی از تروریسم
اسرائیل متهم به حمایت از سازمان‌های شبه نظامی است که عملیات تروریستی علیه دشمنان اسرائیل در خاورمیانه انجام می‌دهند. اسرائیل مخصوصاً تلاش می‌کند که همسایگانش را از دستیابی به قدرت هسته‌ای بازدارد. این بخشی از یک سیاست کلی اسرائیل برای بالاتر نگهداشتن سطح کیفی نظامی خود نسبت به دشمنانی است که از نظر تعدادی از او بیشتر هستند.
ترس از ترور اعضای جمهوری اسلامی توسط اسراییل بر روابط اطلاعاتی آمریکا و اسراییل سایه افکنده بود.
اسراییل حتی سابقه ترور یهودیان و جاسوسان خود را نیز در کارنامه دارد. رابرت مکسول یهودی، نماینده پارلمان بریتانیا و جاسوس سابق موساد توسط نهاد ویژه ترور در موساد موسوم به کیدون در جزایر قناری ترور شد.

## نهادهای حکومتی اسرائیل
سازمان جاسوسی اسراییل موساد دارای واحد ویژه ای بنام کیدون است که در ترور افراد مختلفی اعم از عرب، جمهوری اسلامی و غیره دست داشته است. نیروهای این سازمان از بین سربازان نخبه اسراییل استخدام می‌شوند.

## مراکز فعالیت‌های اسرائیل

### آلمان

#### طرح مسموم کردن ۶ میلیون آلمانی

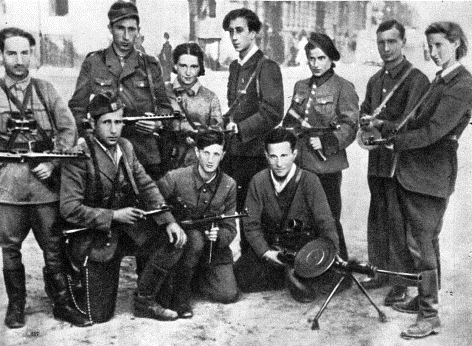
برخی اعضای سازمان ناکام در عکس دیده می‌شوند.

سازمان مسلح ناکام که متشکل از جمعی از سربازان یهودی بود که عوامل کشتار و نسل‌کشی یهودیان را شناسایی و ترور می‌کردند طرحی برای قتل ۶ میلیون نفر در آلمان پس از جنگ دوم جهانی تهیه کرده بود تا از طریق مسمومیت منجر به قتل این افراد به عوض کشتار یهودیان در جریان جنگ جهانی شود. گفته شده برخی از مقامات عالی‌رتبه اسرائیل از این موضوع مطلع بوده‌اند اما نگران اثر منفی این اقدم بر تأسیس اسرائیل بودند.

#### واعد حداد
واعد حداد یکی از رهبران جبهه خلق برای آزادی فلسطین با شکلات آغشته به مواد سمی توسط موساد ترور شد.

#### المان
اسراییل برای جلوگیری از پیشرفت موشکی مصر تصمیم به ترور و ربایش دانشمندان المانی کرد که با ارتش مصر همکاری می‌کردند و باارسال بمب‌های پستی یا ربایش آنان و آسیب زدن به خانواده و اطرافیان ایشان در این برنامه اخلال کرد. چندین دانشمند المانی در این عملیاتها کشته شدند.

### ایران

#### طرح ترور خمینی دردوران پهلوی
Yossi Alpherافسر ارشد موساد در گفتگو با روزنامه گاردین در سال
۲۰۱۵ افشا کرد که طرح ترور سید روح‌الله خمینی پیش از انقلاب از سوی موساد تهیه شده بود و این سازمان آماده اجرای آن بود اما به این تحلیل که خمینی در آینده فعالیت سیاسی نخواهد کرد و به فعالیت مذهبی در قم اکتفا خواهد کرد. از اجرای آن صرف نظر شد.
دولت اسرائیل و حکومت جمهوری اسلامی ایران دشمنان حربی یکدیگر هستند. با اینکه هیچگاه به‌طور مستقیم با هم در جنگ نبوده‌اند، هر دو کشور سعی در پایین آوردن میزان نفوذ طرف دیگر در منطقه از طرق مختلفی همچون ابزارهای دیپلماتیک، اقتصادی و نظامی می‌نمایند. این شامل استفاده از جنگ‌های نیابتی است که باعث تقابل غیرمستقیم دو قدرت می‌گردد.

#### ترور دانشمندان مرتبط با برنامه هسته‌ای ایران
اسرائیل به ترور چند دانشمند هسته‌ای ایران مانند اردشیر حسین پور، مسعود علی‌محمدی، مجید شهریاری، فریدون عباسی و مصطفی احمدی روشن و محسن فخری زاده از سوی دولت ایران متهم شده است. مقامات رسمی آمریکایی تأیید کرده‌اند که سازمان مجاهدین خلق ایران تحت حمایت اسرائیل این ترورها را انجام داده است. چند منبع اروپایی دست داشتن موساد در این ترورها را تأیید کرده‌اند. از جمله روزنامه انگلیسی زبان ایندیپندنت در مقاله‌ای تحت عنوان «کشنده‌ترین ترورکنندگان جهان» از موساد با نام «ماشین قاتل بی‌رحم اسرائیل» نام برده است و با برشمردن ترورها گفته است که «در همه این ترورها امضای سرویس مخفی اسرائیل دیده می‌شود».
به دنبال ترور مصطفی احمدی روشن سخنگوی ارتش اسرائیل در این باره گفت «ما برای این قتل اشکی نمی‌ریزیم». به نوشته اورشلیم پست، فرمانده ارتش اسرائیل، روز قبل از این حمله گفته بود، سال ۲۰۱۲ سالی بحرانی برای ایران خواهد بود و اتفاقاتی غیرطبیعی برای این کشور رخ خواهد داد.
مجله اشپیگل به نقل از یک مقام اطلاعاتی اسرائیل ترور داریوش رضایی‌نژاد را اولین اقدام جدی رئیس جدید موساد تامیر پاردو اعلام کرد.
شبکه ان‌بی‌سی از ترور ۴ دانشمند هسته‌ای از سال ۲۰۰۷ نام برد و به نقل از یک مقام آمریکایی، بدون فاش کردن هویت او، نوشت که حملات علیه دست‌اندرکاران برنامه اتمی ایران توسط اعضای سازمان مجاهدین خلق و با حمایت مالی، آموزشی و تسلیحاتی سرویس اطلاعاتی اسرائیل انجام شده است. مقام آمریکایی مذکور به ان‌بی‌سی گفته است که دولت آمریکا از عملیات ترور مطلع است، اما نقشی در آن ندارد.
به دنبال پخش اعترافات مجید جمالی فشی در تلویزیون ایران مجله تایم نوشت: «وزارت اطلاعات ایران، تیمی را که توسط موساد مجهز شده و آموزش داده شده نابود کرده است. مقامات اطلاعاتی غربی، تأیید نمودند که جزئیات اعتراف مجید جمالی فشی در مورد ترور واقع شده در ژانویه ۲۰۱۰ که توسط موتور سیکلت بر روی دانشمند هسته‌ای ایران، مسعود علی محمدی انجام شد، صحیح بوده است. مقامات اطلاعاتی غربی کشور ثالثی را عامل لو دادن این تیم اعلام کردند.»
رونن برگمن در کتاب برخیز و اول او را بکش می‌نویسد پس از آنکه آریل شارون داگان را به عنوان ریاست موساد منتصب کرد او را مسوول برهم زدن برنامه هسته‌ای ایران قرارداد، چرا که از دید هر دوی آنها یک تهدید علیه اسرائیل محسوب می‌شد. داگان برای به انجام رساندن این مهم به شیوه‌های مختلفی دست زد. دشوارترین و البته کاراترین آنها به اعتقاد داگان شناسایی دانشمندان کلیدی در صنعت موشکی و هسته‌ای و سپس کشتن آنها بود.
موساد پانزده تن از این افراد را شناسایی کرد و از بین آنها شش تا را حذف نمود. عملیات حذف بیشتر اوقات در هنگام صبح که در راه رفتن به سر کار بودند بوسیله بمبهای سریع‌الانفجاری که توسط یک موتور سیکلت‌سوار به خودروی آنها می‌چسبیدند انجام می‌شد. این عملیاتها و بسیاری دیگر که توسط موساد کلید زده شده و در بعضی اوقات با همکاری ایالات متحده انجام می‌شدند همگی موفقیت‌آمیز بودند.
اسرائیل همچنین به ترور محسن فخری‌زاده متهم شده است. یک مقام رسمی ارشد اسرائیل که سالها مشغول ردگیری محسن فخری‌زاده بود چند روز بعد از ترور فخری زاده در مصاحبه‌ای با نیویورک تایمز اعلام نمود جهان باید از اسرائیل به خاطر کشتن فخری‌زاده تشکر کند. وزیر انرژی اسرائیل یووال استاینیتز در پی این ترور اعلام داشت ترور فخری زاده برای جهان مثبت است.
نتانیاهو نخست‌وزیر اسرائیل پس از ترور محسن فخری‌زاده مقام وزارت دفاع ایران در پیام ویدیویی گفت: «طی هفتهٔ اخیر کارهایی انجام دادم که نمی‌خواهم شما را از همه آن‌ها مطلع کنم. این برای شماست، شهروندان اسرائیل، برای کشورمان، این هفته دستاوردها بود، و بیشتر هم خواهد شد».

#### جندالله
بر اساس گزارش سال ۲۰۱۲ فارن پالیسی، مأموران موساد با تظاهر به این که مأمور سازمان سیا هستند عده‌ای از اعضای جندالله را استخدام کرده بودند تا علیه ایران، عملیات‌های پرچم دروغین انجام دهند. این موضوع روابط ایالات متحده و اسرائیل را تحت تأثیر قرار داد.

#### سازمان مجاهدین خلق

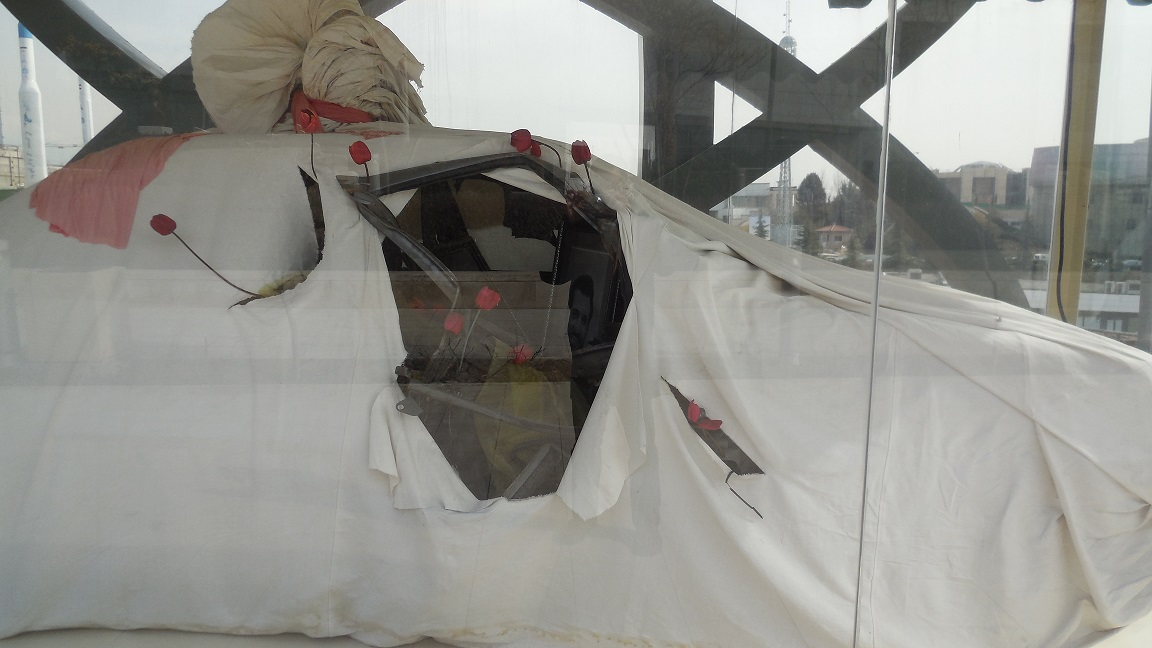
خودروی بمب‌گذاری شده مصطفی احمدی روشن یکی از دانشمندان هسته ایران در باغ موزه دفاع مقدس

ان‌بی‌سی نیوز در سال ۲۰۱۲ در گزارشی که حاوی گفتگو با چند مقام ناشناس آمریکایی بود گفت که اسراییل در همکاری با سازمان مجاهدین خلق و آموزش و حمایت مالی از آنان دانشمندان هسته‌ای ایران را ترور می‌کند. چندین حمله تروریستی علیه دانشمندان هسته‌ای ایران روی داد که منجر به قتل و مجروح شدن چندین نفر از آنان گردید.

#### پژاک
به ادعای مؤسسه شرق‌شناسی آکادمی علوم روسیه بر اساس اسناد ویکی لیکس و همچنین تحقیقات منتشر شده از سوی محققانی چون نادر انتصار در دانشگاه آلابامای جنوبی و سلیمان الیک از دانشگاه مدنیت ترکیه؛ اسراییل از سازمان‌هایی همچون پژاک حمایت می‌کند. همچنین Georges Malbrunot در مقاله‌ای در لوفیگارو و سیمور هرش در مقاله‌ای در نیویورکر مدعی شدند که اسراییل با اینگونه سازمان‌ها علیه ایران همکاری نظامی دارد.
سیامند معینی ریاست مشترک پژاک در سال ۲۰۱۷ در مصاحبه‌ای با روزنامهٔ اسراییلی جروزالم پست خواستار «حمایت جهان از مبارزات کُردها» شد.
آمریکا، ترکیه و ایران پژاک را تروریستی می‌دانند.

#### جهانشاه بختیار
جهانشاه بختیار نوه شاپور بختیار در کتاب خود با عنوان من ایرانی جاسوس اسراییل شرح می‌دهد که چگونه توسط اسراییل برای جاسوسی در ایران تعلیم دیده و ضمن جمع‌آوری اطلاعات پیرامون دانشمندان هسته ای ایران چند نفر را به قتل رسانده.

### مصر
اسراییل در دهه ۵۰ میلادی برای سرکوب فعالیت‌های فداییان فلسطین و به تصور اینکه ژنرال مصطفی حافظ فرمانده سازمان اطلاعات ارتش مصر فداییان را رهبری می‌کند طرح ترور وی را توسط یک جاسوس عرب به اجرا گذارد و وی را ترور کرد.

### آلمان
اسراییل برای جلوگیری از پیشرفت موشکی مصر تصمیم به ترور و ربایش دانشمندان آلمانی کرد که با ارتش مصر همکاری می‌کردند و با ارسال بمب‌های پستی یا ربایش آنان و آسیب زدن به خانواده و اطرافیان ایشان در این برنامه اخلال کرد. چندین دانشمند آلمانی در این عملیات‌ها کشته شدند.

### سوریه
گروه‌هایی که از سوی اسرائیل حمایت می‌شوند همچون جبهه النصره که شاخه‌ای از القاعده است، از سوی اغلب کشورهای جهان از جمله آمریکا و سازمان ملل متحد به عنوان یک سازمان تروریستی شناخته شده‌اند.
روزنامه وال استریت ژورنال در سال ۲۰۱۷ گزارش داد که اسرائیل از سال ۲۰۱۳ و در دوران وزارت موشه یعلون به ارسال کمک‌های مختلف مادی، پزشکی و .. به گروه‌های شورشی در بلندی‌های اشغالی جولان می‌پرداخته است. بلندی‌های جولان بخشی از خاک سوریه است که برای چندین دهه در اشغال اسرائیل قرار دارد و اسرائیل حاضر به آزاد کردن آن نیست. گروه فورسال الجولان با حدود ۴۰۰ نیرو از جمله گروه‌های شورشی است که ماهانه ۵ هزار دلار به همراه کمک‌های دارویی از اسراییل دریافت می‌کند.
اسرائیل همچنین به‌طور گسترده از سازمان تروریستی جبهه النصره که شاخه‌ای از القاعده در سوریه است حمایت می‌کند. این حمایت به قدری علنی است که بعضاً برخی مقامات این رژیم همچون افراییم هالوی از مقامات سابق موساد به عیادت رهبران بستری شده جبهة النصره در بیمارستان‌های ارتش اسرائیل رفتند.
تا سال ۲۰۱۵ تعداد دریافت کنندگان خدمات درمانی در بیمارستان‌های اسرائیل ۱۶۰۰ نفر برآورد شده که اغلب اعضای جوان سازمان‌های مختلف شورشی در سوریه بوده‌اند.
نیروهای پاسدار صلح سازمان ملل متحد
نیز در دسامبر سال ۲۰۱۵ گزارش‌هایی را از انتقال مجروحان سازمان‌های شورشی از سوریه به اسرائیل منتشر کرده بودند. نیروهای پاسدار صلح سازمان ملل بر اساس قطعنامه ۳۵۰ شورای امنیت سازمان ملل مورخ ۳۱ مه ۱۹۷۴ برای نظارت بر آتش‌بس در بلندی‌های جولان مستقر هستند. در ماه ژوین پاسداران صلح تأیید کردند که اسراییلی‌ها دو جعبه مهمات را به شورشان تحویل داده‌اند. ۴۷ تن از پاسداران صلح سازمان ملل با اصلیت فیجیایی
را ربودند.
آنتونیو گوترش دبیرکل سازمان ملل در ژوین ۲۰۱۷هشدار داد که افزایش ارتباط میان اسرائیل و شورشیان سوری می‌تواند به نیروهای پاسدار صلح سازمان ملل آسیب وارد آورد.
گزارش‌هایی منتشر شده است که اسرائیل همچنین از ارتش آزاد سوریه نیز حمایت تسلیحاتی می‌کند.

### داعش
وزیر دفاع سابق اسرائیل موشه یعلون نیز گفته بود که یکی از شاخه‌های داعش که در بلندی‌های جولان فعال است (ارتش خالد ابن ولید) یک مورد درگیری با نیروهای اسرائیلی داشته که عذر خواهی کرده است.

### لبنان

#### حزب فالانژیست‌های لبنان
حزب فالانژیست‌های لبنان سازمانی مسلح و فعال در دهه ۷۰ و ۸۰ میلادی در لبنان بود. این سازمان از سوی اسراییل و آمریکا تجهیز می‌شد و با همکاری نیروهای نظامی اسراییل کشتار اردوگاه صبرا و شتیلا را رقم زده و طی ان بین ۷۰۰ تا ۳۵۰۰ را قتل‌عام کرد. سازمان ملل طی قطع نامه‌ای این کشتار را نسل‌کشی تشخیص داد. ساعتی پس از ترک اردوگاه توسط نیروهای فالانژیست خبرنگاران وارد شدند و اجساد صدها نفر از مردم غیرنظامی اعم زنان و کودکان به همراه آثاری اسراییلی را در آنجا یافتند. بسیاری از زنان و دختران پیش از به قتل رسیدن بارها مورد تجاوز قرار گرفته یا اخته شده بودند. سربریده یا قطعه قطعه شده بودند.
جنوب لبنان و همین‌طور اردوگاه در آن هنگام در اشغال اسراییل بود. اسراییل از ۱۹۷۸ تا ۱۹۸۲ لبنان را مورد حمله قرار داده و بخش‌های وسیعی از آن را با حمایت آمریکا و دول غربی اشغال کرده بود. اسراییل به‌طور سیستماتیک شهرها روستاها، پل‌ها و، مدرسه‌ها بیمارستان‌ها را بمباران می‌کرد. اسراییل سه ماه بیروت را محاصره کرد در این مدت آمریکا کمک‌های مالی خود به اسراییل را به نحو بی‌سابقه‌ای افزایش داد. در این مدت فالانژهای نیز با کمک‌های مالی و نظامی اسراییل و غرب به همکاری در این تجاوز می‌پرداختند.آریل شارون نخست‌وزیر اسراییل که در هنگام کشتار وزیر دفاع بوده است از سوی دادگاهی بلژیکی در سال ۲۰۰۳ تحت تعقیب قرار گرفت.

### سودان
اسراییل در راستای دکترین پیرامون از سال‌های دور با جنوب سودان در تماس و ارتباط بوده به حمایت سیاسی و نظامی از آنان می‌پرداخته است. پس از سال‌ها جنگ داخلی در سودان و جدا شدن بخش جنوبی اسراییل بلافاصله آن را به عنوان یک کشور به رسمیت شناخت و رابطه کامل با آن بر قرار کرد. ارتش آزادی‌بخش سودان جنوبی از جمله سازمان‌های متهم به اقدامات تروریستی به‌شمار می‌رود.
شورای روابط سودان و اتحادیه اروپا در گزارشی در سال ۲۰۰۱ موارد عدیده جنایات و اقدامات تروریستی این سازمان را برشمرده است. ارسال اسلحه از سوی اسراییل به این سازمان حتی در داخل اسراییل نیز اعتراضاتی را بدنبال داشته است.

### تونس
محمد ظواهری (یا محمد الزواری) متخصص پهباد با شلیک سه گلوله به سرش ترور شد حماس و برخی رسانه‌ها موساد را عامل ترور وی معرفی کردند.

### فرانسه
زهیر محسن از رهبران سازمان آزادیبخش فلسطین در یک عملیات مشترک بین اسراییل و مصر در فرانسه ترور شد. وی مخالف پیمان کمپ دیود بود.
عاطف بسیسو رئیس بخش اطلاعات سازمان آزادیبخش فلسطین در سال ۱۹۹۳ توسط موساد در فرانسه ترور شد و به قتل رسید.

### فلسطین
در ۲۲ مارس ۲۰۰۴ شیخ احمد یاسین رهبر معنوی و معلول حماس با شلیک سه موشک از هلیکوپترهای اسراییلی هنگامیکه از نماز صبح بازمی‌گشت توسط اسراییل در نواد غزه ترور شد. جمعی دیگر از اطرافیان وی نیز در این عملیات کشته و مجروح شدند.
نزار ریان از رهبران حماس با شلیک موشک توسط ارتش اسراییل به خانه‌اش به همراه همه اعضای خانواده اش کشته شد.

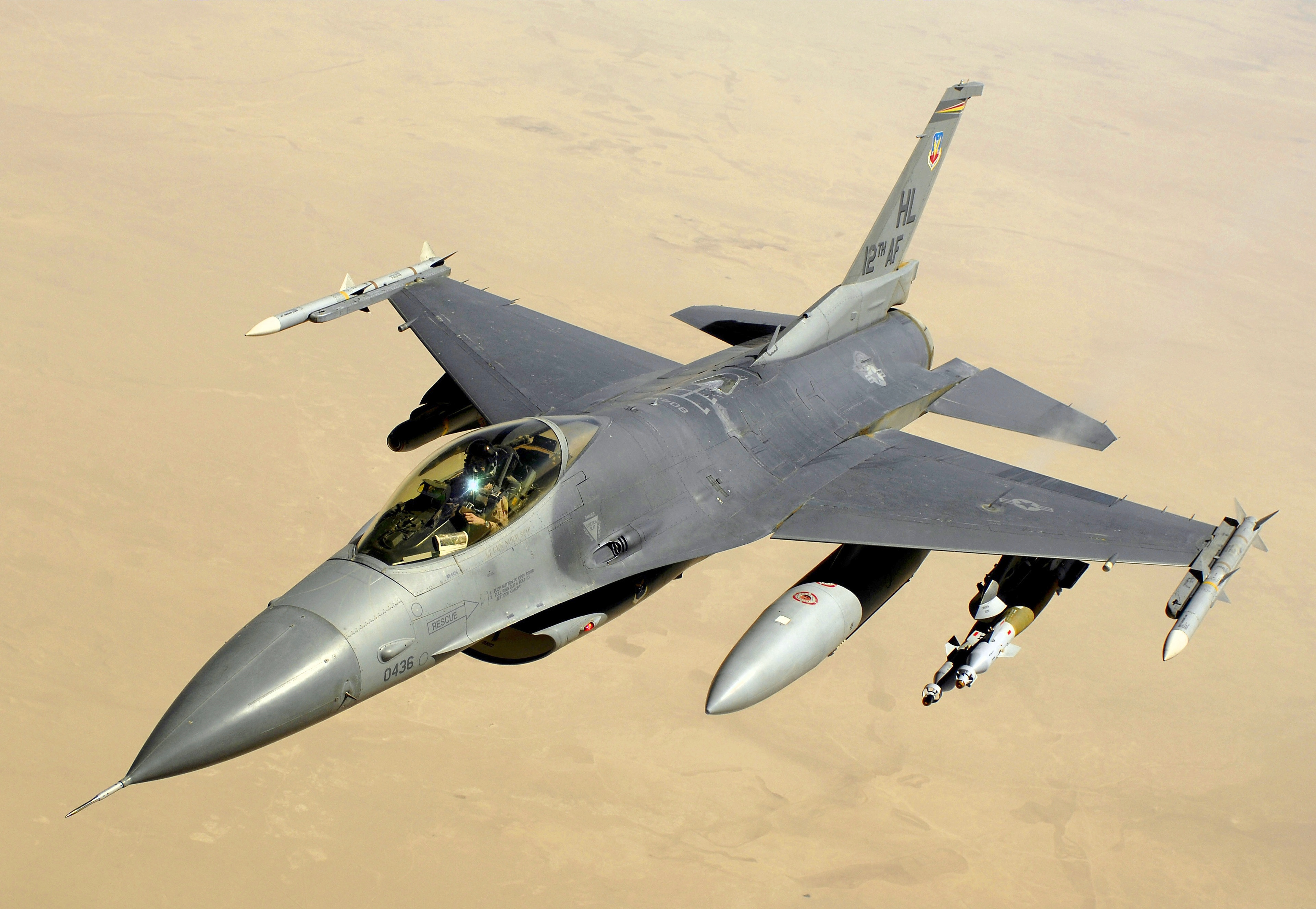
اسراییل با پرتاب یک بمب ۲۰۰۰ پوندی بوسیله هواپیمای F16 بر روی خانه نزار ریان او ۴ همسر و ۱۱ کودکش کشته شدند.

اسراییل با پرتاب یک بمب ۲۰۰۰ پوندی به وسیلهٔ یک هواپیمای جنرال داینامیکس اف-۱۶ فایتینگ فالکن
بر روی خانه او ۴ همسر و ۱۱ فرزند او که بین ۵ تا ۱۳ سال سن داشتند را به قتل رساند.

### پاکستان
مطبوعات پاکستان دولت اسراییل را متهم به حمایت از سازمان‌های مسلح در بلوچستان می‌کنند. سازمانهایی از نظر برخی دولت‌ها مثل دولت پاکستان یا انگلیس متهم به تروریسم می‌شوند.
در سال ۲۰۱۷ شائول موفاز از مقامات بلندپایه سابق موساد در نشستی در پاریس با مقامات جبهه دموکراتیک بلوچستان دارای شاخه نظامی نیز هست دیدار کرد.
همچنین لابی صهیونیستی «کنگره آلمان - اسراییل» در سال ۲۰۱۷ نشستی را پیرامون توسعه روابط اسراییل و سازمان‌های بلوچ برگزار کردند.

## تاکتیک‌های اسرائیل

### تاکتیک پرچم دروغین
تاکتیک پرچم دروغین یکی از گسترده‌ترین روش‌های تروریستی اسراییل است. این روش از بدواً فعالیت سازمان‌های تروریستی صهیونیستی مورد استفاده قرا رمی گرفته است. در این روش اسراییلی‌ها خود را به شکل سربازان کشورهای عربی، یا چریک‌های فلسطینی یا مردم عادی فلسطین در جریان انتفاضه درست کرده و با درگیری شدن با فلسطینی‌ها یا سربازان کشورهای دیگر عربی می‌پرداختند یا از این روش برای ترور رهبران فلسطینی استفاده می‌کردند. در نتیجه هم از تبعات ترور یا کشتار خود را رها می‌کردند هم تنش داخلی در بین اعراب و فلسطینیان را به تصور اینکه مورد حمله یک عرب یا فلسطینی دیگر قرار گرفته‌اند توسعه می‌دادند. اسراییلی‌ها در سال ۲۰۰۹ از این روش برای ارتباط گرفتن با سازمان تروریستی جندالله در ایران نیز استفاده کردند و مأموران امنیتی اسراییل در قالب مأموران امنیتی آمریکا با جعل پاسپورت آمریکایی با جندالله تمام داشتند هرچند مدتی بعد آمریکا از این موضوع مطلع شده و با خشم شدید جرج بوش مواجه شدند.

### تاکتیک بزن در رو
تاکتیک «بزن در رو» Hit and run از سوی گروه‌های اسرائیلی به نحو گسترده مورد استفاده قرار می‌گرفت. در این روش پایگاه‌های پلیس و سایر اماکن دولتی در دوران قیمومیت بریتانیا بر اسراییل و پس از مخالفت با مهاجرت بی پایان یهودیان به فلسطین استفاده می‌شد. این روش بعدها از سوی سازمان‌های دیگر تروریستی از جمله بوکو حرام استفاده گردید.

### بیوتروریسم قومی
اسراییل در بیوتروریسم بسیار فعال است. سابقه فعالیت‌های تحقیقاتی اسراییل در این باره به دهه ۵۰ میلادی بازمی‌گردد. در این زمینه اسراییل از حمایت‌های آمریکا بر خوردار است و ظاهراً مرکزی در اطراف تل آویو بر روی این پروژه فعالیت می‌کند. روزنامه ساندی تایمز و مطبوعات دیگر غربی سال ۱۹۹۸ افشا کردند که اسراییل نوعی از سلاح بیولوژیک را ساخته که فقط بر روی ژن افراد با نژاد عرب اثر گزارده و آنان را بیمار می‌کند،

### مسمومیت با مواد شیمیایی
آرون جی کلین روزنامه‌نگار اسراییلی که سال‌ها برای مجله تایمز در زمینه نظامی و اطلاعاتی گزارش می‌نوشت و صاحب تألیفاتی پیرامون دستگاه اطلاعاتی اسراییل است در کتاب Striking Back افشا کرد که اسراییل به وسیلهٔ شکلات بلژیکی مسموم که به آدرس ودیع حداد بنیان‌گذار جبهه خلق برای آزادی فلسطین اسراییل شده بود وی را ترور کرده و به قتل رساند.

### دکترین ضاحیه؛ هدف قرار دادن تعمدی غیر نظامیان

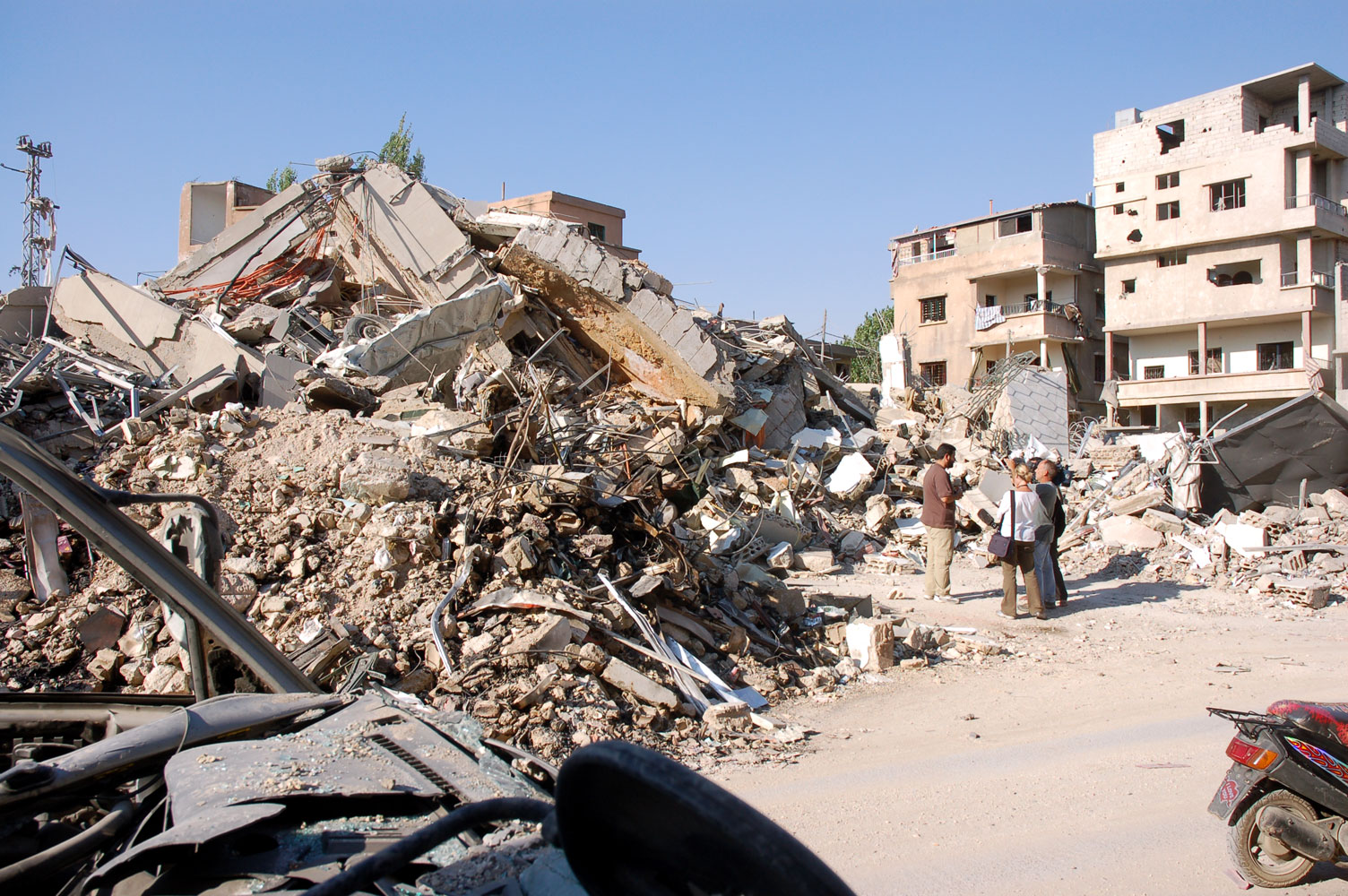
تخریب مناطق غیرنظامی برای ناامید کردن مردم از ادامه مقاومت در جنگ

دکترین ضاحیه عنوان طرحی است که از سوی اسراییل در جنگ با شیعیان جنوب لبنان و سپس غزه بکار گرفته شد. در این طرح اسراییل مناطق غیرنظامی و زیر ساخت‌های شهری را منهدم می‌کند تا باعث بالارفتن تلفات در پی آن نارضایتی و نهایتاً ناامیدی مردم از مقاومت می‌گردد. از این دکترین به عنوان جنایت جنگی نام برده شده است.
اسنادی که ویکی لیکس افشا کرد حاکی از آن بود که اسرائیل به‌طور محرمانه به آمریکا گفته بود که «دکترین ضاحیه» - هدف قرار دادن تعمدی شهروندان- سیاست رسمی اسراییل در غزه است.
نام این دکترین از منطقه شیعه‌نشین ضاحیه در لبنان گرفته شده که در جریان حملات اسراییل منهدم شد.

## در رسانه‌ها

### والس با بشیر

پوستر والتس با بشیر

انیمیشن والس با بشیر یکی از برجسته‌ترین موارد ترور سازمان‌های وابسته به اسراییل در رسانه هاست. این انیمیشن بر اساس خاطرات یک سرباز اسراییلی از کشتار صبرا و شتیلا ساخته شده.

### ایستاده در غبار
در سال ۱۳۹۴ فیلم ایستاده در غبار پیرامون زندگی احمد متوسلیان به کارگردانی و نویسندگی محمدحسین مهدویان و تهیه‌کنندگی حبیب‌الله والی‌نژاد ساخته و اکران شد.

### مونیخ

فیلم مونیخ پیرامون ترورهای موساد

استیون اسپیلبرگ در فیلم مونیخ به روایت کشتار ورزشکاران اسرائیلی در المپیک مونیخ در سال ۱۹۷۲ به دست گروه فلسطینی موسوم به «سپتامبر سیاه» و انتقام سازمان اطلاعات و وظایف ویژه (موساد) در عملیاتی سرّی با نام «عملیات خشم خدا» می‌پردازد.